# Edgar Tõnurist
Edgar Tõnurist (ur. 12 stycznia 1920 w guberni symbirskiej, zm. 16 sierpnia 1992 w Virumie Zachodniej) – polityk Estońskiej SRR.

## Życiorys
W 1921 rodzina powróciła z nim do Estonii, gdzie uczył się w szkole rolniczej w Väinemie i później pracował jako zootechnik w Kuremie. Od 1941 do kwietnia 1944 służył w Armii Czerwonej, od 1943 należał do WKP(b), 1944-1947 był zastępcą przewodniczącego komitetu wykonawczego rady powiatowej Tartu, 1947-1950 słuchaczem Wyższej Szkoły Partyjnej przy KC WKP(b), a od 1950 do 28 stycznia 1954 wiceministrem rolnictwa/wiceministrem rolnictwa i zapasów Estońskiej SRR. Od 9 stycznia 1954 do 21 listopada 1961 był ministrem gospodarki rolnej Estońskiej SRR, od 13 lutego 1954 do 28 stycznia 1981 członkiem KC KPE, od 21 listopada 1961 do 17 stycznia 1979 I zastępcą przewodniczącego Rady Ministrów Estońskiej SRR, jednocześnie od 28 marca 1962 do 13 marca 1965 ministrem produkcji i zapasów produktów rolnych Estońskiej SRR, od 3 marca 1966 do 17 lutego 1971 zastępcą członka, a od 19 lutego 1971 do 19 stycznia 1979 członkiem Biura KC KPE. W latach 1966–1981 był przewodniczącym Estońskiego Republikańskiego Towarzystwa Ochrony Przyrody, w 1968 otrzymał stopień kandydata nauk ekonomicznych, w 1983 został dyrektorem Estońskiego Instytutu Naukowo-Badawczego Gospodarki Rolnej i Melioracji, 26 stycznia 1991 ponownie został członkiem Biura KC KPE.

## Odznaczenia
- Order Lenina (dwukrotnie - 1956 i 1958)
- Order Wojny Ojczyźnianej I klasy (1945)
- Order Czerwonej Gwiazdy (1946)
- Order „Znak Honoru” (1970)